# Withiinae
Sous-famille
Les Withiinae sont une sous-famille de pseudoscorpions de la famille des Withiidae.

## Distribution
Les espèces de cette sous-famille se rencontrent en Amérique, en Afrique, en Asie, en Océanie et en Europe.

## Liste des genres
Selon Pseudoscorpions of the World (version 3.0) :
- Cacodemoniini Chamberlin, 1931
  - Cacodemonius Chamberlin, 1931
- Juxtacheliferini Hoff, 1956
  - Juxtachelifer Hoff, 1956
- Protowithiini Beier, 1955
  - Protowithius Beier, 1955
- Withiini Chamberlin, 1931
  - Aisthetowithius Beier, 1967
  - Balanowithius Beier, 1959
  - Cryptowithius Beier, 1967
  - Cystowithius Harvey, 2004
  - Dolichowithius Chamberlin, 1931
  - Girardwithius Heurtault, 1994
  - Metawithius Chamberlin, 1931
  - Nannowithius Beier, 1932
  - Neowithius Beier, 1932
  - Nesowithius Beier, 1940
  - Parallowithius Beier, 1955
  - Parawithius Chamberlin, 1931
  - Pogonowithius Beier, 1979
  - Pycnowithius Beier, 1979
  - Rexwithius Heurtault, 1994
  - Scotowithius Beier, 1977
  - Sphaerowithius Mahnert, 1988
  - Sphallowithius Beier, 1977
  - Stenowithius Beier, 1932
  - Termitowithius Muchmore, 1990
  - Thaumatowithius Beier, 1940
  - Trichotowithius Beier, 1944
  - Tropidowithius Beier, 1955
  - Victorwithius Feio, 1944
  - Withius Kew, 1911
  - † Beierowithius Mahnert, 1979

et décrit depuis :
- Microwithius Redikorzev, 1938
- Rugowithius Harvey, 2015

Le genre Plesiowithius a été placé en synonymie avec Nannowithius par Harvey en 2015.
Le genre Hyperwithius a été placé en synonymie avec Metawithius par Harvey en 2015. Le genre Afrowithius a été placé en synonymie avec Withius par Harvey en 2015. Le sous-genre Microwithius a été élevé au rang de genre par Harvey en 2015.

## Publication originale
- Chamberlin, 1931 : A synoptic revision of the generic classification of the chelonethid family Cheliferidae Simon (Arachnida). Canadian Entomologist, vol. 63, p. 289-294.